# Dominic Serres

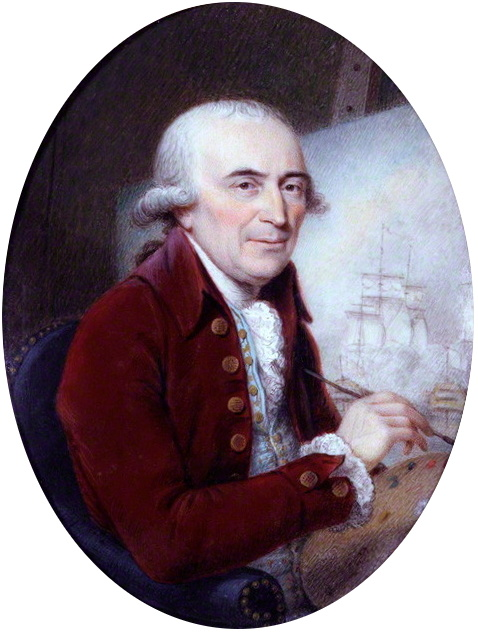
Dominic Serres (d. Ä.)

Dominic Serres (geb. zwischen 1719 und 1722 in Auch; gest. am 4. November 1793), auch genannt Dominick Serres oder Dominic Serres der Ältere, war ein aus Frankreich stammender britischer Marinemaler und einer der Begründer der Royal Academy of Arts. Als Vertreter der English School gilt er als einer der bedeutendsten Marinemaler im Vereinigten Königreich des späten 18. Jahrhunderts.

## Leben
Serres’ Geburtsjahr ist umstritten. Dem behaupteten Geburtsjahr 1722 widerspricht ein Tagebucheintrag des britischen Landschaftsmalers Joseph Farington, der Serres’ Alter an dessen Todestag mit 73 oder 74 Jahren angibt. Für einen früheren Geburtstag sprechen zudem Familienaufzeichnungen der Nachfahren Serres’.
Auf Wunsch seiner Eltern sollte er die Priesterlaufbahn einschlagen, doch die Ausbildung zum Priester an der Benediktinerschule in Douai brach er ab und ging nach Spanien. Da spätere Wegbegleiter davon berichteten, dass Serres hervorragend die italienische Sprache beherrschte, wird davon ausgegangen, dass er in den folgenden Jahren in der Handelsschifffahrt auf dem Mittelmeer beschäftigt war. Dies und dass er später Darstellungen italienischer Häfen oft als Motiv seiner Bilder wählte, deutet in der Summe zudem darauf hin, dass er einige Zeit in Italien lebte. Zu einem unbekannten Zeitpunkt schiffte Serres sich nach Südamerika ein und lebte einige Jahre als Kaufmann und Handelsschiffer in Havanna.
In der Karibik wurde er 1748 als Steuermann seines eigenen Handelsschiffs von britischen Streitkräften gefangen genommen und nach London gebracht. Hier wurde Serres im Marshalsea inhaftiert, einem Schuldgefängnis, das sich in Southwark befand.
Nach seiner Entlassung aus der Kriegsgefangenschaft lebte er einige Zeit in Northamptonshire, wo er damit begann, seinen Lebensunterhalt mit der Malerei nautischer Motive zu bestreiten. Dabei kopierte er zunächst Werke der zu dieser Zeit in England sehr populären niederländischen Marinemaler Willem van de Velde der Ältere und Willem van de Velde der Jüngere. Später ging er nach London zurück, wo er den Marinemaler Charles Brooking kennenlernte, der ihn unterrichtete und ihm die technischen Grundlagen des Malens vermittelte. Zunächst lebte die Familie in Nähe der London Bridge, wo Serres seine Bilder an die nautisch interessierten Bewohner des Pool of London verkaufte. Um 1760 zog das Ehepaar nach Piccadilly.
Mit Ausbruch des Siebenjährigen Krieges, in dem die britischen Seestreitkräfte in zahlreiche Gefechte auf den Weltmeeren verwickelt waren, stieg in der Bevölkerung das Interesse an nautischen Motiven. Insbesondere das Jahr 1759, in dem britische Truppen siegreich aus der Seeschlacht in der Bucht von Quiberon, der Seeschlacht bei Lagos und weiteren Auseinandersetzungen hervorgingen, inspirierte als Annus mirabilis („Jahr der Wunder“) viele Engländer zur Identifikation mit der Marine und zum Erwerb entsprechender Bilder. Mit seinen Seestücken traf Serres dabei den Geschmack der britischen Gesellschaft und erreichte hohes Ansehen. Ab den 1760er Jahren stellt er Werke in der Incorporated Society of Artists aus, deren Mitglied er 1765 wurde. Georg III. verpflichtete ihn im Jahr 1780 als Marinemaler.
Im Jahr 1768 war Serres eines der Gründungsmitglieder der Royal Academy of Arts, deren Bibliothekar er im Jahr 1793 wurde. Ein Jahr später verstarb Serres und wurde auf dem Friedhof der St. Marylebone Church in Marylebone begraben. Seine Frau Mary und ihre Kinder wurden in den folgenden Jahren durch Zuwendungen der Royal Academy unterstützt.

### Familie
Dominic Serres heiratete am 16. Juli 1749 die achtzehnjährige Mary Colldycutt. Sie wurden im Rahmen einer sogenannten „Fleet-Hochzeit“ vermählt, eine kostengünstigere und weniger formelle Art der Heirat, die ohne Zugehörigkeit zu einer bestimmten Gemeinde möglich war und zu dieser Zeit in der Umgebung des Fleet-Gefängnisses verbreitet war. Das Paar hatte vier Töchter, Catherine, Augusta Charlotte, Johanna und Sarah, sowie zwei Söhne, von denen der ältere, John Thomas Serres, ebenfalls Marinemaler wurde. Auch Dominique Michael, der Jüngere, wurde Maler aber spezialisierte sich auf die Darstellung von Landschaften.

## Liber Nauticus

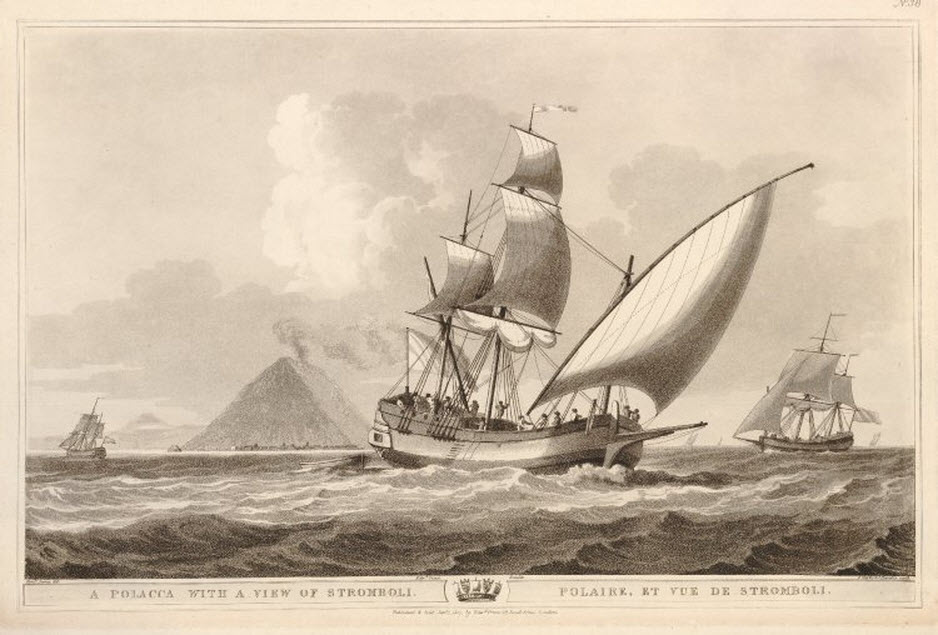
„Polacca with a view of Stromboli“, Liber Nauticus

Eine Sammlung von Dominic Serres Grafiken und von Arbeiten seines Sohnes John Thomas Serres wurden von diesem unter dem Titel Liber nauticus and instructor in the art of marine drawing im Jahr 1805 in London publiziert.
Im Liber Nauticus sind 24 Grafiken enthalten, die von Graveuren nach Vorlagen von Bildern Dominic Serres’ erstellt wurden. Anhand dieser Motive wurde im zweiten Teil des Buches verdeutlicht, wie verschiedene Details von Takelage und Schiffsrumpf, die im ersten Teil erläutert werden, zur Darstellung eines Schiffes kombiniert werden können. Die Besonderheit von Serres’ Bildern im Liber Nauticus liegt darin, dass nicht nur jeweils ein Schiff abgebildet ist, sondern sich zusätzlich immer mehrere andere im Hintergrund befinden. Entsprechend annoncierte der Verleger Edward Orme, dass „jeder Schiffstyp, der derzeit die Meere befährt“ zu sehen sei.